# Cossura lepida
Cossura lepida är en ringmaskart som beskrevs av Daisuke Tamai 1986. Cossura lepida ingår i släktet Cossura och familjen Cossuridae. Inga underarter finns listade i Catalogue of Life.